# Place Grand-Saint-Jean
Pour les articles homonymes, voir Saint-Jean.
La place Grand-Saint-Jean est une place de Lausanne, en Suisse, située dans le quartier du Centre.

## Histoire
Entre 1787 et 1789, la place est créée en détruisant une maison et en transformant des jardins. Elle sert de dépôt aux chevaux et aux chars lors des jours de marché, jusqu'en 1816, lorsque des barrières sont installées pour leur en interdire l'accès. Dès 1822, la place accueille des marchands, notamment les cloutiers qui étaient auparavant à la place de la Palud.
En 1861, lors du nivellement d'une partie de la place Saint-Laurent, la fontaine qui s'y trouvait, construite en 1777 selon un projet de l’architecte Rodolphe de Crousaz, est déplacée à la place Grand-Saint-Jean. La pile centrale, en forme de colonne cannelée, devait à l’origine recevoir un vase mais porte aujourd’hui un chapiteau ionique moderne,. En parallèle, les arbres de la place sont remplacés par des platanes. Deux bancs de fonte, offerts par un habitant, sont placés en 1877 et la place est recouverte de gravier.
Au XXe siècle, la plupart des arbres sont abattus, la rue Pichard est percée et de nouveaux immeubles sont construits, modifiant sensiblement l'aspect de la place. En 1952 s'ouvre le grand magasin La Placette, devenu Manor en 2000. Le magasin, dont l'entrée principale s'ouvre sur la rue Saint-Laurent, possède une entrée à l'arrière de l'immeuble, qui donne sur la place,.
En 2016, le seul érable restant de la place est abattu pour des questions de sécurité, remplacé l'année suivante par un platane d'Orient. De nouveaux bancs en bois, en forme de cercles et de demi-cercles, sont installés en parallèle,.
En octobre 2024, le projet de renommage de la place en place Charlotte-Olivier-von-Mayer, motivé par une volonté politique de féminisation des lieux portée par la Municipalité, est abandonné à la suite de la mobilisation des habitants et des commerçants du quartier, « attachés à l'ensemble formé par la place et les deux rues ». 

## Situation, accès et description

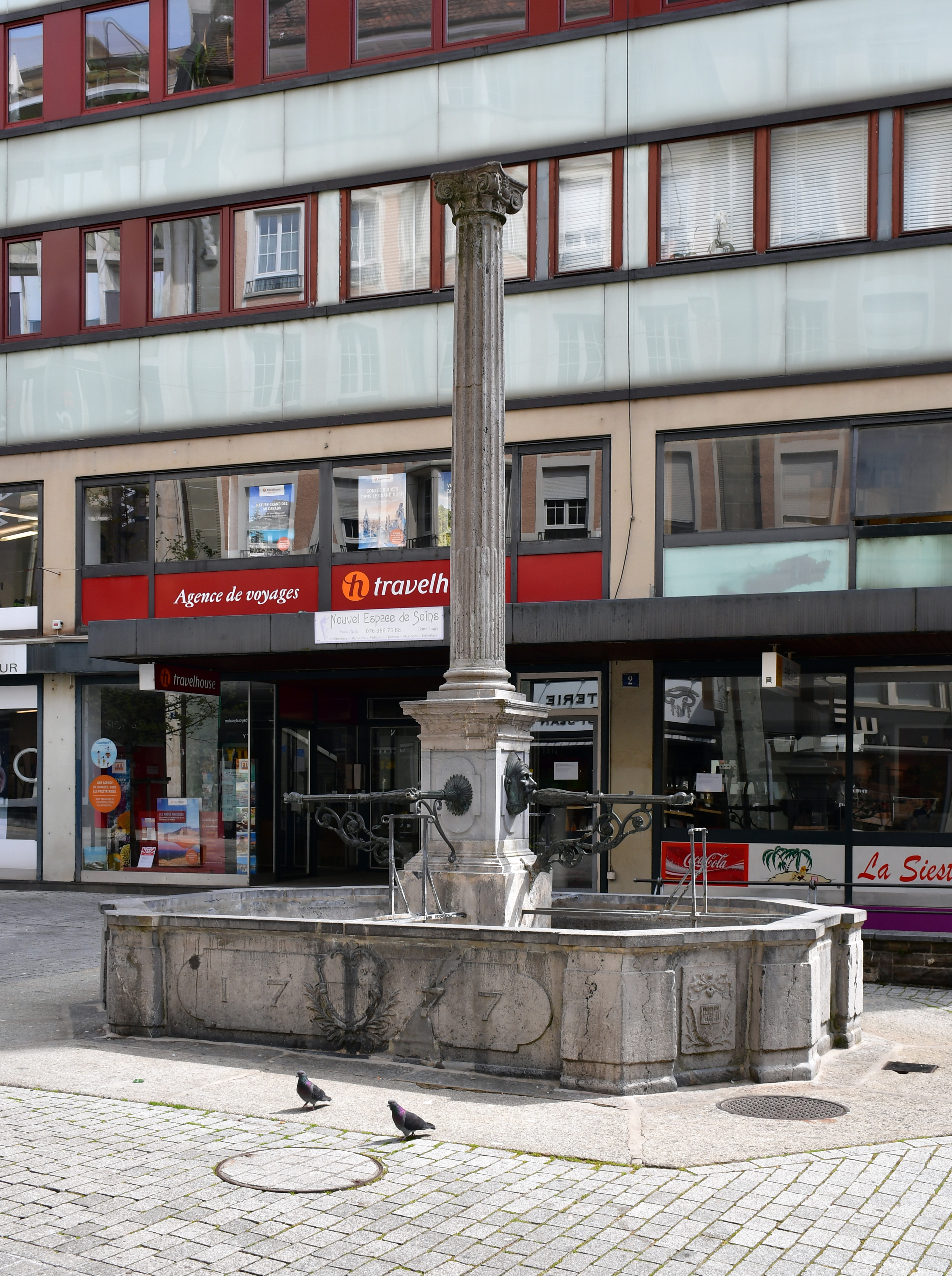
La fontaine de la place du Grand-Saint-Jean, transférée de la place Saint-Laurent en 1861.

La place Grand-Saint-Jean se trouve dans le quartier du centre, dans la zone piétonne. Petite place plus ou moins rectangulaire, elle est ouverte au sud-ouest sur la rue Pichard, qui vient de la place du 14-Juin et rejoint la rue du Grand-Pont. La rue Grand-Saint-Jean quitte la rue Pichard au niveau de la place et descend sur la place Pépinet. L'étroite et raide ruelle Grand-Saint-Jean descend de l'est de la place à la place de la Louve. La place Grand-Saint-Jean est bordée d'immeubles abritant des commerces.
Au sud-ouest de la place se trouve une fontaine datant de 1777, déplacée de la place Saint-Laurent en 1861.